# Martin Decker
Martin Decker (* 1. Oktober 1925 in Chemnitz; † 27. Juni 2013) war ein deutscher Architekt.

## Wirken
Decker war ein Architekt bedeutender Sozial- und Industriebauten der frühen DDR. Sein bedeutendstes Bauwerk ist das Klubhaus der Bergarbeiter, die heutige Stadthalle in Oelsnitz/Erzgeb. Mit dem monumentalen Bauwerk im Stil der Nachkriegsmoderne schuf er ein komplexes Bauwerk, welches detailgetreu restauriert noch heute ein herausragendes baugeschichtliches Beispiel seiner Entstehungszeit darstellt. Weitere wesentliche Großprojekte des Architekten und langjährigen Chefarchitekten des Ipro-Planungsbüros Karl-Marx-Stadt sind insbesondere Industriebauten in Karl-Marx-Stadt (siehe Chemnitz) und Jena. Interessant ist, wie sehr seine Arbeiten sich bewusst der Kunst am Bau annehmen. Deutlich wird das nicht nur an den Sozialbauten, sondern auch an einer Reihe architektonischer Details an Industriebauten, z. B. der Gießerei „Rudolf Harlaß“ (heute Flender Guss Chemnitz). Decker sah sich bei vielen Werken auch als Gestalter künstlerischer Elemente bzw. bezog Maler, Grafiker und Plastiker in die Formgebung ein.

## Werke

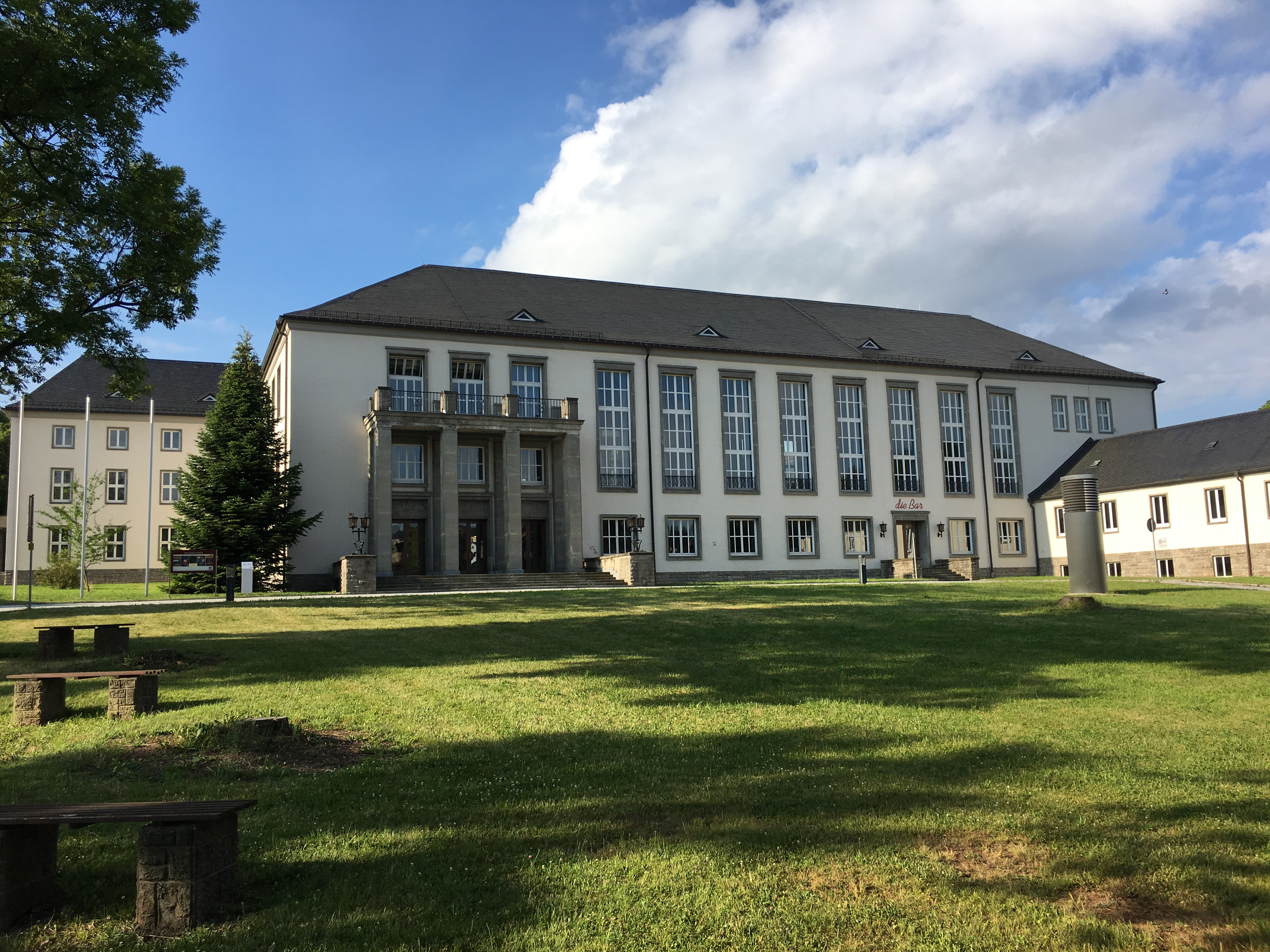
Kulturhaus „Hans Marchwitza“ Oelsnitz/Erzgeb.

- 1956: Klubhaus der Bergarbeiter in Oelsnitz/Erzgeb., später Kulturhaus „Hans Marchwitza“, nach 1990 Stadthalle
- später insbesondere Industriebauten, z. B. Heizkraftwerke in Chemnitz und Jena sowie die Harlaß-Gießerei in Chemnitz